# Два лица правде
Два лица правде (енгл. Suits) америчка је телевизијска серија коју је створио Арон Корш за USA Network. Радња прати адвокатску канцеларију у Њујорку, у којој је запослен успешни и харизматични адвокат Харви Спектер (Гејбријел Махт).
Серија је била номинована за бројне награде, међу којима су Награде Удружења филмских глумаца и Награде по избору публике. Такође је била одскочна даска за глумицу Меган Маркл, која је након удаје за принца Харија постала војвоткиња од Сасекса.

## Радња
Мајкл Рос је добио позамашну школарину за студије права на Универзитету Харвард, међутим убрзо бива избачен с факултета јер је продавао одговоре за тестове из математике користећи се својим сјајним талентом — фотографским памћењем. Како више нигде не може да студира право, Мајкл постаје достављач на бициклу. Пријатељ га наговара да у једној достави прошверцује марихуану, али на путу до места састанка он схвата да ће упасти у полицијску заседу.
У посљедњи трен скреће и налети на интервју за посао у елитној њујоршкој правној фирми у којој ради Харви Спектер. Харви је недавно постао старији партнер и међу адвокатима с Харварда мора пронаћи свог новог, младог партнера. Иако заправо никада није студирао, а камоли завршио право, Мајкл га уз помоћ свог одличног памћења уверава како је он најбољи кандидат, а потом и добија посао.

## Улоге
| Глумац           | Улога          |
| ---------------- | -------------- |
| Гејбријел Махт   | Харви Спектер  |
| Патрик Џеј Адамс | Мајкл Рос      |
| Рик Хофман       | Луј Лит        |
| Меган Маркл      | Рејчел Зејн    |
| Сара Раферти     | Дона Полсен    |
| Џина Торес       | Џесика Пирсон  |
| Аманда Шул       | Катрина Бенет  |
| Дуле Хил         | Алекс Вилијамс |
| Кетрин Хајгл     | Саманта Вилер  |

## Епизоде
| Сезона | Сезона | Епизоде | Епизоде | Оригинално емитовање | Оригинално емитовање |
| Сезона | Сезона | Епизоде | Епизоде | Премијера            | Финале               |
| ------ | ------ | ------- | ------- | -------------------- | -------------------- |
|        | 1.     | 12      | 12      | 23. јун 2011.        | 8. септембар 2011.   |
|        | 2.     | 16      | 16      | 14. јун 2012.        | 21. фебруар 2013.    |
|        | 3.     | 16      | 16      | 16. јул 2013.        | 10. април 2014.      |
|        | 4.     | 16      | 16      | 11. јун 2014.        | 4. март 2015.        |
|        | 5.     | 16      | 16      | 24. јун 2015.        | 2. март 2016.        |
|        | 6.     | 16      | 16      | 13. јул 2016.        | 1. март 2017.        |
|        | 7.     | 16      | 16      | 12. јул 2017.        | 25. април 2018.      |
|        | 8.     | 16      | 16      | 18. јул 2018.        | 27. фебруар 2019.    |
|        | 9.     | 10      | 10      | 17. јул 2019.        | 25. септембар 2019.  |